# USB Implementers Forum
USB Implementers Forum (рус. Форум по внедрению USB, сокр. USB-IF) — некоммерческая организация, продвигающая и поддерживающая USB (Universal Serial Bus, рус. универсальная последовательная шина). Её основными видами деятельности являются продвижение и стимуляция продаж USB, Wireless USB, USB On-The-Go, а также разработка и поддержка спецификаций стандарта USB и контроль за соответствием этим стандартам выпускаемых продуктов. После роспуска ассоциации PCMCIA организация USB-IF отвечает также и за стандарт ExpressCard.
USB-IF был создан в 1995 году группой компаний, разрабатывавших стандарт USB (Intel, Microsoft, Philips, US Robotics и др.). Сейчас основными участниками форума являются Intel, Microsoft, Hewlett-Packard, Texas Instruments, NEC и NXP Semiconductors, именно при их участии был разработан стандарт USB 3.0.

## Vendor ID
На сайте USB-IF разработчикам бесплатно доступна документация по стандарту USB. Однако для получения уникального Vendor ID необходимо заплатить 5000 долларов США в год. Также для использования логотипа USB чтоб идентифицировать сертифицированное устройство, требуется взнос в размере 3500 долларов США за 2 года. Некоторые производители микроконтроллеров предлагают сублицензию со своим Vendor ID для разработки/тестировая и лимитированного производства (в основном до 10 000 единиц). Вендоры которые предоставляют бесплатно Vendor ID:
- Dream S.A.S.
- Energy Micro
- FTDI
- Luminary Micro
- Microchip
- NXP
- Silicon Labs
- STMicroelectronics
- Texas Instruments

Как альтернатива, многие участники open source комьюнити продвигают использование USB Vendor ID 0xF055 (выглядит как FOSS) для проектов с открытыми исходниками. Несмотря на всё, 0xF055 не зарегистрирован ни на одну компанию (по состоянию на октябрь 2015). USB-IF не предоставлял никакой информации про резервирование для этой конкретной цели.